# Bunuri mobile din domeniul arheologie clasate în patrimoniul cultural național al României aflate în județul Hunedoara
Acestă listă conține bunurile mobile din domeniul arheologie clasate în Patrimoniul cultural național al României aflate la momentul clasării în județul Hunedoara.

## Tezaur
| Foto | Informații generale                                       | Detalii tehnice | Descriere | Deținător                                  | Legături |
| ---- | --------------------------------------------------------- | --- | --- | ------------------------------------------ | -------- |
|      | Matriță                                                   | Datare: sec. I p Chr - încep. sec. II p. Chr. Descoperit: jud. HUNEDOARA, com. ORĂȘTIOARA DE SUS, GRĂDIȘTEA DE MUNTE, Dealul Grădiștii Material: realizat din bronz, prin tehnica cerii pierdute.        | Este o piesă masivă, din bronz, cu opt fețe, dintre care două au fețe hexagonale, iar șase formă rectangulară. Lungimea laturilor lungi este de aproximativ 9 cm (între 8,8 și 9,35 cm), iar grosimea de aproximativ 5 cm (între 4,8 și 5,05 cm). Pe toate fețele se află reprezentări zoomorfe, în negativ, de diferite dimensiuni. Sunt reprezentări de animale care se luptă, grupate câte două sau trei, dar și animale reprezentate individual; sunt animale reale și fantastice. Bestiarul, real și fabulos, reprezentat pe piesă este bogat și divers. O enumerare a animalelor redate pe matriță poate fi relevantă: animale fabuloase – grifoni, animale reale: leu, tigru, leopard, elefant, rinocer, hipopotam, urs, mistreț, lup, taur, bour/zimbru, câine, cerb, cal, țap, antilopă, iepure. Cu ajutorul matrițelor de acest tip se ornamentau foi subțiri din metale prețioase (aur și argint) sau din aliaj pe bază de cupru. Imprimarea motivelor se făcea prin presarea acestor foițe în interiorul modelului redat în negativ, cu ajutorul unor unelte realizate din materiale relativ moi (în special lemn, dar și corn sau cupru). | Muzeul Civilizației Dacice și Romane, Deva | Cimec    |
|      | Relief ajurat redând pe Mithras Tauroctonus               | Datare: Sec. II-III p. Chr. Descoperit: jud. HUNEDOARA, com. SARMIZEGETUSA, SARMIZEGETUSA Material: marmură; sculptare                                                                                   | În partea centrală a compoziției apare Mithras sacrificând taurul, înconjurat de personaje comune iconografiei cultului: acoliți, animale (câinele, șarpele, scorpionul, leul). | Muzeul Civilizației Dacice și Romane, Deva | Cimec    |
|      | Opaiț bilychnis din bronz                                 | Datare: Sec. II p. Chr. Descoperit: jud. HUNEDOARA, com. SARMIZEGETUSA, SARMIZEGETUSA Material: bronz; turnare                                                                                           | Opaiț din bronz (tip Alicu XVI) cu două ciocuri cu volute, terminate lateral în unghiuri ascuțite. Pe disc sunt prevăzute două agățători de care este prins un lanț format din zale de diferite dimensiuni. Părțile laterale sunt decorate cu două măști care redau capul Medusei. Fundul este inelar. | Muzeul Civilizației Dacice și Romane, Deva | Cimec    |
|      | Statuetă reprezentând-o pe zeița Isis                     | Datare: Sec. II-III p. Chr. Descoperit: jud. HUNEDOARA, com. SARMIZEGETUSA, SARMIZEGETUSA Material: bronz; turnare                                                                                       | Statuetă din bronz reprezentând-o Isis. Zeița este îmbrăcată în chiton lung și hymation petrecut peste brațul stâng. Umărul drept este dezvelit. Peste părul prins in coc la baza gâtului, cu două șuvite libere pe umeri, este așezată o diademă în formă de semilună și un modius. Atributele pe care le ținea în mâini nu se mai păstrează. | Muzeul Civilizației Dacice și Romane, Deva | Cimec    |
|      | Statuetă reprezentând un Genius                           | Datare: Sec. II-III p. Chr. Descoperit: jud. HUNEDOARA Material: bronz; turnare | Statuetă din bronz reprezentând un Genius cucullatus. Personajul nud, inaripat, se sprijină pe piciorul drept în timp ce stângul este indoit în spate. Brațul stâng este ridicat iar cel dreapt întins pe lângă corp. În ambele mâini ține câte un obiect (rython? în mâna stângă, coadă unei făclii în mâna dreaptă). | Muzeul Civilizației Dacice și Romane, Deva | Cimec    |
|      | Aplică reprezentându-l pe zeul Marte                      | Datare: Sec. II-III p. Chr. Descoperit: jud. HUNEDOARA, Vulcan Material: bronz aurit; turnare | Piesă ornamentală din bronz aurit redând bustul zeului Marte. Pe capul ușor inclinat spre dreapta poartă coif, de sub care iese părul buclat. Brațul drept adus peste pieptul gol într-un unghi drept, susține scutul. Chlamys-ul îi acoperă umărul stâng și partea inferioară a torsului. | Muzeul Civilizației Dacice și Romane, Deva | Cimec    |
|      | Aplică reprezentând un grifon                             | Datare: Sec. II-III p. Chr. Descoperit: jud. HUNEDOARA, com. SARMIZEGETUSA, SARMIZEGETUSA Material: bronz; turnare                                                                                       | Piesă ornamentală din bronz reprezentând un animal fantastic, cu corp de leu, aripi și cap de pasăre cu urechi. Aplica putea să ornamenteze o casca, o piesă de mobilier etc. | Muzeul Civilizației Dacice și Romane, Deva | Cimec    |
|      | Obiect ornamental                                         | Datare: Hallstatt târziu Descoperit: jud. HUNEDOARA, com. MUNICIPIUL DEVA, DEVA, Viile Carolina Material: ceramică, pastă fină; lut ars; modelare cu mâna                                                | Obiect din lut ars, în formă de disc, cu suprafețele aproape drepte și marginile rotunjite. Pasta este fină, bine arsă, având culoarea brun închis, cu o urmă de ardere secundară negricioasă pe una din fețe. Pe margine, dispuse diametral opus, se află două orificii circulare. Pe una din fețe se află un decor incizat, puțin adânc, realizat astfel: o linie mediană, ușor curbată, unește cele două orificii; între acestea, urmărind circumferința, se află două linii paralele; în cele două sectoare delimitate de aceste linii, înspre unul din orificii se află două cercuri cu câte trei impresiuni mici, ovale. | Muzeul Civilizației Dacice și Romane, Deva | Cimec    |
|      | Basorelief cu reprezentarea zeului Silvanus cu 9 Silvanae | Datare: sec.III Descoperit: jud. HUNEDOARA, com. Sarmizegetusa, Sarmizegetusa, templul lui Silvanus Material: marmură                                                                                    | [M(arcus)? Au]r(elius) Valens dec(urio)/col(oniae) ex [vo]to posuit. Inscripție în partea de jos a reliefului. Litere de 10. În partea dreaptă Silvanus care ține un "pedum" în mâna stângă, spre dreapta 9 Silvanae, îmbrăcate în chiton. | Muzeul Civilizației Dacice și Romane, Deva | Cimec    |
|      | Statuetă reprezentând pe Mithras Petrogenitus             | Datare: Sec. II-III p. Chr. Descoperit: jud. HUNEDOARA, com. SARMIZEGETUSA, SARMIZEGETUSA Material: marmură; sculptare în ronde-bosse                                                                    | Statueta din marmură îl redă pe Mithras, tipul Petrogenitus. Mithras este redat nud, ieșind din stâncă. Poartă căciula frigiană. În jurul stâncii este încolacit șarpele. Lipsesc brațele. | Muzeul Civilizației Dacice și Romane, Deva | Cimec    |
|      | Menadă                                                    | Datare: sec.II -sec.III Descoperit: jud. HUNEDOARA, com. Sarmizegetusa, Sarmizegetusa, câmpul G2 Material: bronz aurit                                                                                   | Seminudă, așezată, mâna stângă se sprijină pe ceva, iar în mâna dreaptă ținea un obiect care a lăsat o gaură circulară. Picioarele erau încrucișate, dar doar dreptul mai este vizibil de sub veșmânt. Poziția părții superioare a corpului nu se potrivește cu cea a părții inferioare (probabil datorită combinării a două modele diferite). | Muzeul Civilizației Dacice și Romane, Deva | Cimec    |
|      | Alexandru cel Mare redat ca Hercule                       | Datare: sec.II -sec.III Descoperit: jud. HUNEDOARA, com. Sarmizegetusa, Sarmizegetusa, câmpul L Material: bronz                                                                                          | Hercules este reprezentat nud, fără barbă, centrul de greutate este plasat pe piciorul drept. Capul, ușor înclinat și întors spre dreapta, este acoperit de blana leului din Nemeea (exuvia). O parte a acesteia este înnodată peste pieptul eroului, cealaltă cade pe spate și este apoi răsucită pe brațul stâng. Musculatura și trăsăturile feței sunt foarte bine redate, mai ales ținând seama de dimensiunile piesei. | Muzeul Civilizației Dacice și Romane, Deva | Cimec    |
|      | Fistula cu inscripție                                     | Datare: prima jumătate a sec.II Descoperit: jud. HUNEDOARA, com. Sarmizegetusa, Sarmizegetusa, interfora, camera 42 Material: plumb                                                                      | Fragment cu lungimea de 0,90m. Conducta a fost turnată pe o placă, apoi a fost rulată în jurul unui par de lemn. După rulare marginile au fost căpăcite cu plumb topit. Pe acest fragment apar așa numitele "silloge aquaria" - ștampile (unice în Dacia). Inscripția este în negativ: MA CL ET VAL ANT. | Muzeul Civilizației Dacice și Romane, Deva | Cimec    |
|      | Statuetă reprezentând-o pe zeița Diana                    | Datare: Sec. II-III p. Chr. Descoperit: jud. HUNEDOARA, com. ORAȘ GEOAGIU, GEOAGIU-BĂI, Dâmbul romanilor Material: marmură; sculptare în ronde-bosse                                                     | Statueta din marmură redă imaginea Dianei la vânătoare, însoțită de câinele său, așezați pe un soclu. Zeița poartă chiton scurt și este încălțată cu calcei. | Muzeul Civilizației Dacice și Romane, Deva | Cimec    |
|      | Statuetă antropomorfă                                     | Datare: Neolitic târziu Descoperit: jud. HUNEDOARA, com. MUNICIPIUL ORĂȘTIE, ORĂȘTIE, Dealul Pemilor - X2 Material: ceramică fină; lut ars; modelare cu mâna                                             | Statuetă antropomorfă, fragmentară (întregită prin restaurare), realizată din lut ars, de consistență fină, bine arsă. Culorile piesei variază de la cărămiziu la galben, cu flecuri cenușii. Elementele anatomice ale personajului sunt redate realist, labei piciorului drept (singurul păstrat) fiindu-i modelate cele cinci degete. Sunt redate amănunțit detaliile capului (gura, ochii, nasul și părul - redat prin incizii scurte în zigzag), brațele și fesele. Elementele de vestimentație și de podoabă sunt redate astfel: brâul, prin trei incizii adânci, în jurul șoldurilor, o apărătoare de sex, prin șase incizii adânci și trei coliere de mărimi diferite aflate în jurul gâtului. Figurina pare să reprezinte un personaj masculin. | Muzeul Civilizației Dacice și Romane, Deva | Cimec    |
|      | Vas                                                       | Datare: Epoca bronzului mijlociu Descoperit: jud. HUNEDOARA, com. ORAȘ SIMERIA, UROI Material: lut, lucrat cu mâna                                                                                       | Vas în formă de pasăre: forma vasului reproduce silueta unei păsări de apă, partea posterioară a acesteia fiind gura vasului, iar partea ventrală a acesteia reprezentând fundul vasului, capul păsării este stilizat, iar pe partea dorsală se află o toartă în bandă, plasată central; pastă fină, culoare gri – maro închis. Întregul corp al păsării este ornamentat prin tehnica inciziei și incrustației. Pe corpul vasului, decorul este împărțit în registre, dispuse în lungul piesei, respectând o simetrie față de linia mediană a acesteia. Pe spate se află trei registre, delimitate prin linii simple, constând într-o înlănțuire de romburi, spațiile triunghiulare dintre ele fiind umplute cu hașuri. În zona centrală a burții vasului, suprafața de sprijin prezintă uzură evidentă. Vasul a fost întregit. | Muzeul Civilizației Dacice și Romane, Deva | Cimec    |
|      | Vas bitronconic                                           | Datare: sec. I a.Chr. - început sec. II p.Chr. Descoperit: jud. Hunedoara, com. Orăștioara de Sus, Grădiștea de Munte Material: fier, tablă; forjare, nituire                                            | Vas de fier, de formă bittronconică, confecționat din benzi de tablă, unite prin nituire, floarea niturilor se vede bine, grosimea tablei are cca. 2 cm., buza este invazată și dreaptă. În partea superioară, sub buză, este ornamentat cu nervuri. Vasul a fost reparat încă din antichitate. | Muzeul Civilizației Dacice și Romane, Deva | Cimec    |
|      | Placă votivă                                              | Datare: Sec. II-III Descoperit: Geoagiu-Băi Material: aur | Descoperită la Germisara într-un complex termal roman unicat în Europa prin inventarul său și modul de amenajare. Formă prelungă cu marginile laterale arcuite și se termină jos printr-un vârf triunghiular ascuțit. | Muzeul Civilizației Dacice și Romane, Deva | Cimec    |
|      | Placă votivă                                              | Datare: Sec. II-III Descoperit: Geoagiu-Băi Dimensiuni: Puritate 833 Material: aur | Descoperită la Germisara într-un complex termal roman unicat în Europa prin inventarul său și modul de amenajare. Formă prelungă cu marginile laterale arcuite, marginea de jos este curbă având o prelungire triunghiulară ascuțită perforată; deasupra câmpului inscripției se distinge o nervură centrală; sus are un vârf ascuțit și două prelungiri laterale încovoiate; marginile sunt decorate cu nervuri paralele. Inscripție: NYM[F(IS)] BAEBIUS INGEN(UUS). | Muzeul Civilizației Dacice și Romane, Deva | Cimec    |
|      | Placă votivă                                              | Datare: Sec. II-III Descoperit: Geoagiu-Băi Material: aur | Descoperită la Germisara într-un complex termal roman unicat în Europa prin inventarul său și modul de amenajare. | Muzeul Civilizației Dacice și Romane, Deva | Cimec    |
|      | Placă votivă                                              | Datare: Sec. II-III Descoperit: Geoagiu-Băi Dimensiuni: Puritate 833 Material: aur | Descoperită la Germisara într-un complex termal roman unicat în Europa prin inventarul său și modul de amenajare. Formă prelungă cu marginile laterale arcuite și se termină jos printr-un vârf triunghiular ascuțit. Vârful de sus a dispărut, iar prelungirea încovoiată din dreapta este deteriorată. Întâi au fost trasate cele trei linii longitudinale și tabula ansata, aceasta din urmă foarte neglijent, apoi au fost trasate nervurile paralele. Inscripție: NYMF/IS DECE/BALUS LU/CI(I) POSUIT. | Muzeul Civilizației Dacice și Romane, Deva | Cimec    |
|      | Placă votivă                                              | Datare: Sec. II-III Descoperit: Geoagiu-Băi Dimensiuni: Puritate 833 Material: aur | Descoperită la Germisara într-un complex termal roman unicat în Europa prin inventarul său și modul de amenajare. O formă prelungă, bombată jos, prezintă sus, o prelungire ascuțită și două laterale încovoiate. Nervura centrală de deasupra aediculei se termină în amintita prelungire ascuțită. Nervuri paralele se află pe toată suprafața, în afara aediculei și a câmpului inscripției. În aedicula mărginită de două coloane răsucite, cu capiteluri vegetale este reprezentată Diana. Inscripție: CORNE / LIA MAR / CELLIN(A). | Muzeul Civilizației Dacice și Romane, Deva | Cimec    |
|      | Aplică - Capul Meduzei                                    | Datare: Sec. II Descoperit: Sarmizegetusa Dimensiuni: GR: 0,8 cm Material: bronz; aur | Piesă sub forma unei măști în altorelief. Figura tânără și patetică a Meduzei cu fața ovală, ochii mari migdalați, larg deschiși, cu pupilele marcate, cu sprâncenele gingaș subliniate, nasul lung, ascuțit, cu nările ușor dilatate, gura întredeschisă cu dinții mici și regulați și colțurile buzelor puțin lăsate în jos, într-o expresie de furie abia disimulată. Părul este bogat, cu șuvițe libere frumos aranjate. Deasupra tâmplelor, cu deosebită grijă, sunt conturate aripioarele. Pe margini, ascunse de buclele părului, se păstrează încă trei nituri de fier pentru fixare. | Muzeul Civilizației Dacice și Romane, Deva | Cimec    |
|      | Placă votivă                                              | Datare: Sec. II-III Descoperit: Geoagiu-Băi | Descoperită la Germisara într-un complex termal roman unicat în Europa prin inventarul său și modul de amenajare. Formă prelungă cu marginile laterale arcuite și se termină jos printr-un vârf triunghiular ascuțit. În aedicula reprezentarea unor zeități feminine. | Muzeul Civilizației Dacice și Romane, Deva | Cimec    |
|      | Placă votivă                                              | Datare: Sec. II-III Descoperit: Geoagiu-Băi | Descoperită la Germisara într-un complex termal roman unicat în Europa prin inventarul său și modul de amenajare. Formă prelungă cu marginile laterale arcuite și terminată jos printr-un vârf triunghiular ascuțit. Inscripție dedicatorie înscrisă într-o tabula ansata. | Muzeul Civilizației Dacice și Romane, Deva | Cimec    |
|      | Fibulă cu nodozități                                      | Datare: sec I a Chr Descoperit: jud. ALBA, com. ȘIBOT, SĂRĂCSĂU, Sub Boacăș Material: realizată din argint prin debitare și batere la rece și incizare                                                   | La capătul dinspre resort al fibulei, arcul are formă de scut rombic, care se termină printr-un cârlig din care pornește resortul, care se păstrează în întregime (13+12 spire și coardă exterioară). Acul se păstrează în întregime și este fixat în portagrafă sub o substanță transparentă, poate lac (probabil de restaurator). Trecerea de la arc la portagrafă se face în unghi drept, portagrafa fiind continuată prin picior, ornamentat cu trei proeminențe mari, de formă bitronconică, intercalate de trei proeminențe mici, tronconice și ele. Cu excepția primei dintre ele, proeminențele mari sunt încadrate de câte o nervură. Capătul piciorului este prins de arc prin intermediul unui semimanșon ale cărui capete se suprapun. Resortul a fost spiralat în jurul unei tije din fier, care se mai păstrează în interiorul său. Scutul rombic, ale cărui extremități sunt rupte, a fost ornamentat cu incizii fine sugerând spirale, care urmăresc marginile și conturul unei nervuri centrale. | Muzeul Civilizației Dacice și Romane, Deva | Cimec    |
|      | Fibulă cu nodozități                                      | Datare: sec I a Chr Descoperit: jud. ALBA, com. ȘIBOT, SĂRĂCSĂU, Sub Boacăș Material: realizată din argint prin debitare și batere la rece și incizare                                                   | La capătul dinspre resort al fibulei, arcul are formă de scut rombic, care se termină printr-un cârlig din care pornește resortul care se păstrează în întregime (13+13 spire și coardă exterioară). Acul este rupt, păstrându-se numai 13,4 mm. Trecerea de la arc la portagrafă se face în unghi drept, portagrafa fiind continuată prin picior, ornamentat cu trei proeminențe mari, de formă bitronconică, intercalate de trei proeminențe mici, tronconice și ele. Cu excepția primei dintre ele, proeminențele mari sunt încadrate de câte o nervură. Capătul piciorului este prins de arc prin intermediul unui semimanșon ale cărui capete se suprapun. Resortul a fost spiralat în jurul unei tije din fier, care se mai păstrează în interiorul său. Scutul rombic a fost ornamentat cu incizii fine sugerând spirale, care urmăresc marginile și conturul unei nervuri centrale. | Muzeul Civilizației Dacice și Romane, Deva | Cimec    |
|      | Fibulă cu nodozități                                      | Datare: sec I a Chr Descoperit: jud. ALBA, com. ȘIBOT, SĂRĂCSĂU, sub Boacăș Material: realizată din argint prin debitare și batere la rece și incizare                                                   | La capătul dinspre resort al fibulei, arcul are formă de scut rombic, care se termină printr-un cârlig din care pornește resortul (se păstrează 13 spire spre dreapta), cea de a doua jumătate a resortului (12 spire și acul ascuțit la capăt) se păstrează separat. Coarda exterioară nu se mai păstrează. Trecerea de la arc la portagrafă se face în unghi drept, portagrafa fiind continuată prin picior, ornamentat cu trei proeminențe mari, de formă bitronconică, intercalate de trei proeminențe mici, tronconice și ele. Fiecare dintre proeminențele mari sunt încadrate de câte o nervură, în timp ce prima proeminență are două nervuri, cu dimensiuni diferite, amplasate în fața ei (spre portagrafă). Capătul piciorului este prins de arc prin intermediul unui semimanșon, rupt la unul dintre capete, care sugerează forma altei protuberanțe. Pe picior, în locul unde începe zona ornamentată, a fost practicată o incizie în forma literei "x". Resortul a fost spiralat în jurul unei tije din fier, care se mai păstrează în interiorul său. Scutul rombic a fost ornamentat cu incizii fine sugerând spirale, care urmăresc marginile și conturul unei nervuri centrale. A doua și a treia proeminență dintre cele mari au fost tăiate (sau pilite) pentru a putea să suprapună arcul. Cea de a doua și a treia proeminență mică au fost și ele tăiate (sau pilite) chiar dacă necesitățile de spațiu nu obligau luarea unei asemenea măsuri. Pe fața exterioară a scutului se observă două nervuri. Urmele prelucrării piesei, cu dalta și cu pila se observă cu ușurință. | Muzeul Civilizației Dacice și Romane, Deva | Cimec    |
|      | Fibulă cu nodozități                                      | Datare: sec I a Chr Descoperit: jud. ALBA, com. ȘIBOT, SĂRĂCSĂU, sub Boacăș Material: realizată din argint prin debitare și batere la rece și incizare                                                   | La capătul dinspre resort al fibulei, arcul are formă de scut rombic, care se termină printr-un cârlig din care pornea resortul. ÎI lipsește resortul și acul. Trecerea de la arc la portagrafă se face în unghi drept, portagrafa fiind continuată prin picior, ornamentat cu trei proeminențe mari, de formă bitronconică, intercalate de trei proeminențe mici, tronconice și ele. Fiecare dintre proeminențele mari sunt încadrate de câte o nervură, în timp ce prima proeminență are două nervuri, cu dimensiuni diferite, amplasate în fața ei (spre portagrafă). Capătul piciorului este prins de arc prin intermediul unui semimanșon, rupt la ambele capete, care sugerează forma altei protuberanțe. Pe picior, în locul unde începe zona ornamentată, a fost practicată o incizie în forma literei "x". Scutul rombic a fost ornamentat cu incizii fine sugerând spirale, care urmăresc marginile și conturul unei nervuri centrale. A doua și a treia proeminență dintre cele mari au fost tăiate (sau pilite) pentru a putea să suprapună arcul. Cea de a doua și a treia proeminență mică au fost și ele tăiate (sau pilite) chiar dacă necesitățile de spațiu nu obligau luarea unei asemenea măsuri. Pe fața exterioară a scutului se observă două nervuri. Urmele prelucrării piesei, cu dalta și cu pila, se observă cu ușurință. | Muzeul Civilizației Dacice și Romane, Deva | Cimec    |
|      | Fibulă cu nodozități                                      | Datare: sec I a Chr Descoperit: jud. ALBA, com. ȘIBOT, SĂRĂCSĂU, Sub Boacăș Material: realizată din argint prin debitare și batere la rece                                                               | Fibula este confecționată din tablă de argint. Capătul arcului se termină printr-o porțiune lățită care sugerează ideea de scut rombic. Pe mijlocul acestei porțiuni se observă o nervură reliefată. Acest element constitutiv se continuă printr-un cârlig, din care se formează resortul, format din 6+6 spire, dar care este rupt. Acul se păstrează în întregime și este așezat în portagrafă. Pe picior se găsesc două proeminențe încadrate de două nervuri reliefate. Semimanșonul prin care este prins piciorul de arc se păstrează în întregime. Portagrafa este crăpată. | Muzeul Civilizației Dacice și Romane, Deva | Cimec    |
|      | Fibulă cu o nodozitate                                    | Datare: sec I a Chr Descoperit: jud. ALBA, com. ȘIBOT, SĂRĂCSĂU, Sub Boacăș Material: realizată din argint prin debitare și batere la rece                                                               | Fibula este confecționată din tablă de argint. Capătul arcului se termină printr-o porțiune lățită care sugerează ideea de scut rombic. Pe mijlocul acestei porțiuni se observă o nervură reliefată. Acest element constitutiv se continuă printr-un cârlig, din care se formează prima spiră a resortului bilateral, format din 5 + 5 spire și coardă exterioară. Tija din interiorul resortului lipsește. Acul se păstrează în întregime și este așezat în portagrafă, care este crăpată. Pe picior se găsește o proeminență încadrată de două nervuri. Semimanșonul prin care este prins piciorul de arc se păstrează în întregime, iar capetele sale se suprapun. | Muzeul Civilizației Dacice și Romane, Deva | Cimec    |
|      | Fibulă cu o nodozitate                                    | Datare: sec I a Chr Descoperit: jud. ALBA, com. ȘIBOT, SĂRĂCSĂU, Sub Boacăș Material: realizată din argint prin debitare și batere la rece                                                               | Fibula este confecționată din tablă de argint. Capătul arcului se termină printr-o porțiune lățită care sugerează ideea de scut rombic. Pe mijlocul acestei porțiuni se observă o nervură reliefată. Acest element constitutiv se continuă printr-un cârlig, din care se formează prima spiră a resortului bilateral, format din 5 spire spre dreapta. Spre stânga se păstrează numai 4 spire iar coarda este ruptă. Tija din interiorul resortului lipsește. Acul se păstrează în întregime și este așezat în portagrafă. Pe picior se găsește o proeminență încadrată de două nervuri. Semimanșonul prin care este prins piciorul de arc se păstrează în întregime. | Muzeul Civilizației Dacice și Romane, Deva | Cimec    |
|      | Fibulă cu "scut"                                          | Datare: sec I a Chr Descoperit: jud. ALBA, com. ȘIBOT, SĂRĂCSĂU, Sub Boacăș Material: realizată din argint prin debitare, batere la rece și ștanțare                                                     | Fibula este confecționată din tablă de argint. Arcul are formă rombică și este ornamentat prin ștanțare cu un instrument. Motivele ornamentale au formă de semilună, dispuse unul în spatele celuilalt. Acest element constitutiv se continuă printr-un cârlig, din care se formează resortul, din care au rămas numai 5 spire. Acul nu se mai păstrează. Piciorul se termină cu portagrafa. | Muzeul Civilizației Dacice și Romane, Deva | Cimec    |
|      | Fibulă                                                    | Datare: sec I a Chr Descoperit: jud. ALBA, com. ȘIBOT, SĂRĂCSĂU, Sub Boacăș Material: realizată din argint prin debitare și batere la rece și incizare                                                   | Se păstrează numai resortul, format din 5+5 spire, cu coarda exterioară și acul. Tija din fier se păstrează în interiorul resortului. Acul este ascuțit la capăt și poartă urmele unor lovituri. | Muzeul Civilizației Dacice și Romane, Deva | Cimec    |
|      | Colan                                                     | Datare: sec I a Chr Descoperit: jud. ALBA, com. ȘIBOT, SĂRĂCSĂU, sub Boacăș Material: realizat din tablă de argint, prin batere la rece și ornamentat "au repousse"                                      | Colanul este confecționat din tablă de argint și are formă romboidală care se îngustează spre capete și se termină, la fiecare capăt, cu câte un buton conic. Capetele, înaintea butonilor, sunt îndoite pentru a se realiza închiderea. Este ornamentat cu trei proeminențe sub formă de calotă (umbo), mărginite de o altă proeminență circulară. Acestea au fost realizate în tehnica "au repousse". | Muzeul Civilizației Dacice și Romane, Deva | Cimec    |
|      | Colan                                                     | Datare: sec I a Chr Descoperit: jud. ALBA, com. ȘIBOT, SĂRĂCSĂU, sub Boacăș Material: realizat din tablă de argint, prin batere la rece, ștantare                                                        | Colanul este confecționat din tablă de argint și are formă romboidală care se îngustează spre capete și se termină, la fiecare capăt, cu câte un buton conic. Capetele, înaintea butonilor, sunt îndoite pentru a se realiza închiderea. Este ornamentat cu trei proeminențe sub formă de calotă (umbo), mărginite de o altă proeminență circulară. Acestea au fost realizate în tehnica "au repousse". Pe suprafața colanului se mai găsesc și 48 de ornamente sub formă de cercuri concentrice, realizate prin ștanțare, dispuse 23 într-o parte și 25 în alta. | Muzeul civilizației Dacice și Romane, Deva | Cimec    |
|      | Colan                                                     | Datare: sec I a Chr Descoperit: jud. ALBA, com. ȘIBOT, SĂRĂCSĂU, sub Boacăș Material: Confecționat din tablă de argint prin batere la rece, ornamentată prin ciocănire "au repousse" cu trei proeminențe | Piesa a fost confecționată din tablă de argint iar spre capete a fost bătută în așa fel încât i s-a dat o secțiune aproape circulară, iar capetele i-au fost modelate sub forma unor butoni conici. În zona mediană piesa are lățimea maximă. Capetele cu butonii sunt îndoite în așa fel încât să asigure închiderea. Ornamentele constau din trei proeminențe sub formă de calotă, realizate în tehnica "au repousse", încadrate de câte proeminență circulară, realizată în același mod. | Muzeul Civilizației Dacice și Romane, Deva | Cimec    |
|      | Brățară                                                   | Datare: sec I a Chr Descoperit: jud. ALBA, com. ȘIBOT, SĂRĂCSĂU, sub Boacăș Material: Argint, batere la rece, incizare                                                                                   | Brățara este realizată din tablă de argint, mai lată la mijloc. Capetele au fost bătute până au căpătat secțiune pătrată și formă de bară. Bara astfel obținută a fost incizată pe lungimea tuturor celor patru fețe și apoi a fost torsionată. Cele două terminații în formă de bară au fost îndoite de o parte și de alta a porțiunii centrale iar capetele au fost înfășurate peste "rădăcina" firului opus. | Muzeul Civilizației Dacice și Romane, Deva | Cimec    |
|      | Brățară                                                   | Datare: sec I a Chr Descoperit: jud. ALBA, com. ȘIBOT, SĂRĂCSĂU, Sub Boacăș Material: Argint, batere la rece, incizare                                                                                   | Brățară realizată din tablă de argint, mai lată la mijloc. Capetele au fost bătute până au căpătat secțiune pătrată și formă de bară. Bara astfel obținută a fost incizată pe lungimea tuturor celor patru fețe și apoi a fost torsionată.Cele două terminații în formă de bară au fost îndoite de o parte și de alta a porțiunii centrale iar capetele au fost înfășurate peste "rădăcina" firului opus. | Muzeul Civilizației Dacice și Romane, Deva | Cimec    |
|      | Brățară                                                   | Datare: sec I a Chr Descoperit: jud. ALBA, com. ȘIBOT, SĂRĂCSĂU, Sub Boacăș Material: confecționată din tablă de argint, prin batere la rece și ornamentată prin ștanțare                                | Brățară confecționată din tablă de argint mai lată la mijloc, care se îngustează spre capete și se termină cu câte un buton de formă conică. Cei doi butoni nu sunt egali. A fost ornamentată prin ștanțare cu două tipuri de motive: două cercuri concentrice și un cerc. | Muzeul Civilizației Dacice și Romane, Deva | Cimec    |
|      | Brățară                                                   | Datare: sec I a Chr Descoperit: jud. ALBA, com. ȘIBOT, SĂRĂCSĂU, Sub Boacăș Material: confecționată din tablă de argint, prin batere la rece și ornamentată prin ștanțare                                | Brățară confecționată din tablă de argint mai lată la mijloc, care se îngustează spre capete și se termină cu câte un buton de formă conică. Cei doi butoni nu sunt egali. A fost ornamentată prin ștanțare cu două tipuri de motive: două cercuri concentrice și un cerc. Piesa este deformată și crăpată. | Muzeul Civilizației Dacice și Romane, Deva | Cimec    |
|      | Inel plurispiralic                                        | Datare: sec I a Chr Descoperit: jud. ALBA, com. ȘIBOT, SĂRĂCSĂU, Sub Boacăș Material: confecționat din sârmă de argint, prin batere la rece și spiralare                                                 | Inelul are 5 spire și a fost realizat din sârmă de argint, prin batere la rece. Pe suprafața lui se observă urme de uzură. Două spire sunt unite spre unul dintre capete. La capete, se observă bavura rezultată din tăierea cu dalta. | Muzeul Civilizației Dacice și Romane, Deva | Cimec    |
|      | Inel plurispiralic                                        | Datare: sec I a Chr Descoperit: jud. ALBA, com. ȘIBOT, SĂRĂCSĂU, sub Boacăș Material: confecționat din sârmă de argint, prin batere la rece și spiralare                                                 | Inelul are 6 spire și a fost realizat din sârmă de argint, prin batere la rece. Pe suprafața lui se observă urme de uzură. Spirele nu sunt egale ca diametru. | Muzeul Civilizației Dacice și Romane, Deva | Cimec    |
|      | Inel plurispiralic                                        | Datare: sec I a Chr Descoperit: jud. ALBA, com. ȘIBOT, SĂRĂCSĂU, sub Boacăș Material: confecționat din sârmă de argint, prin batere la rece și spiralare                                                 | Inelul are șase spire, are capetele ușor aplatizate dar nu par să fi fost modelate în forma unor protome. La unul dintre capete, două spire sunt alăturate, aproape lipite. | Muzeul Civilizației Dacice și Romane, Deva | Cimec    |
|      | Inel plurispiralic                                        | Datare: sec I a Chr Descoperit: jud. ALBA, com. ȘIBOT, SĂRĂCSĂU, sub Boacăș Material: Confecționat din argint, prin batere la rece și spiralare                                                          | Inelul este format din șase spire, capetele îi sunt ușor aplatizate fără să fi fost modelate ca protome. Pe suprafața sa pot să fie observate urme de uzură. | Muzeul Civilizației Dacice și Romane, Deva | Cimec    |
|      | Inel plurispiralic                                        | Datare: sec I a Chr Descoperit: jud. ALBA, com. ȘIBOT, SĂRĂCSĂU, sub Boacăș Material: Realizat din sârmă de argint prin batere la rece și spiralare.                                                     | Inel plurispiralic, realizat din sârmă de argint prin batere. Prezintă urme de uzură. Trei spire, aflate spre unul din capete sunt unite. Nu se observă urme de protome la capete. | Muzeul Civilizației Dacice și Romane, Deva | Cimec    |
|      | Inel plurispiralic                                        | Datare: sec I a Chr Descoperit: jud. ALBA, com. ȘIBOT, SĂRĂCSĂU, Sub Boacăș Material: confecționat din sârmă de argint, prin batere la rece și spiralare                                                 | Inelul are 5 spire și a fost realizat din sârmă de argint, prin batere la rece. Pe suprafața lui se observă urme de uzură. Două spire, spre unul dintre capete, sunt unite. | Muzeul Civilizației Dacice și Romane, Deva | Cimec    |

## Fond
| Foto | Informații generale      | Detalii tehnice | Descriere | Deținător                                  | Legături |
| ---- | ------------------------ | --- | --- | ------------------------------------------ | -------- |
|      | Vas antropomorf          | Datare: Eneolitic Descoperit: jud. HUNEDOARA, com. TURDAȘ, TURDAȘ, Luncă Material: ceramică; lut ars; modelare cu mâna                 | Vas antropomorf, fragmentar (întregit prin restaurare), ce reprezintă un personaj feminin, are la bază formă trapezoidală. Corpul vasului are forma cilindrică, cu buza alungită, reproducând bustul și pântecele puternic bombat al personajului. Mâinile sunt îndoite din cot, iar palmele sunt lipite pe abdomen. Sânii sunt redați prin două mici proeminențe conice, spatele fiind ușor curbat. Ornamentele sunt constituite din linii scurte, incizate, realizate pe brațele reprezentării antropomorfe. În față, pe suprafața corpului, pleacă din zona fiecărui umăr câte două incizii paralele. Tot în partea din față se găsesc alte două incizii sub formă de X. Pe spatele vasului și pe părțile laterale, se află grupate câte trei linii incizate. | Muzeul Civilizației Dacice și Romane, Deva | Cimec    |
|      | Strachină                | Datare: Epoca bronzului târziu Descoperit: jud. HUNEDOARA, com. RAPOLTU MARE, FOLT, Vatra satului Material: ceramică, lucrată manual   | Strachină din lut ars, din pastă semifină, conținând nisip cu bob mărunt. Culoarea la exterior este portocaliu-roșiatică, iar la interior, pe fundul vasului și parțial pe pereți, este negricioasă. Vasul este scund, cu corpul puternic arcuit și buza evazată. Fundul este mic în diametru, având inel de sprijin. Pe corp, în zona diametrului maxim, are șase proeminențe. Deasupra uneia dintre acestea, la baza gâtului se află o tortiță lată mică (agățătoare). Vasul este decorat prin incizare, de jur-împrejur, astfel: pe cantul buzei sunt linii scurte, oblice; pe nivelul tortiței, sub nivelul proeminențelor și în jurul bazei sunt incizii punctate; tot pe nivelul tortiței, sub rândul punctat, se află altul din linii oblice scurte; pe nivelul proeminențelor sunt două șiruri suprapuse de împunsături late succesive. Proeminențele sunt decorate, două câte două, cu câte trei șiruri paralele, verticale de împunsături late succesive și respectiv, incizii punctate, cele diametral opuse fiind decorate prin combinarea celor două motive. Fundul vasului, în interiorul inelului de sprijin, este decorat cu un cerc de incizii punctate, interiorul cercului fiind împărțit în patru sectoare egale prin două linii în cruce, în interiorul fiecărui sector fiind câte un punct. | Muzeul Civilizației Dacice și Romane, Deva | Cimec    |
|      | Greutate pentru pescuit  | Datare: Eneolitic Descoperit: jud. HUNEDOARA, com. TURDAȘ, TURDAȘ, Luncă Material: ceramică, semifină; lut ars; modelare cu mâna       | Greutate pentru plasa de pescuit din lut ars. Pasta are în compoziție nisip, cioburi și scoici pisate. Forma este tronconică cu secțiunea orizontală ovală. Puțin mai sus de mijlocul înălțimii, se află un orificiu circular transversal. Între acesta și baza piesei, pe o față, se află un semn asemănător unei zvastici, cu brațe duble, încrucișate în unghi, realizat prin incizie. | Muzeul Civilizației Dacice și Romane, Deva | Cimec    |
|      | Strachină cu gură lobată | Datare: Epoca bronzului mijlociu Descoperit: jud. HUNEDOARA, com. ȘOIMUȘ, ȘOIMUȘ, Teleghi (Avicola) Material: ceramică, lucrată manual | Strachină din lut ars, din pastă semifină, conținând nisip cu bob mărunt. Culoarea la exterior și interior este portocaliu-roșiatică, la interior, având câteva pete negricioase, de ardere secundară. Vasul este scund, cu corpul arcuit și buza evazată, teșită la interior și exterior. Fundul este mic în diametru și drept. Decorul a fost realizat prin incizare și încrustare cu o pastă albicioasă. Pe corp, în zona diametrului maxim, este decorat de jur-împrejur, cu un registru de meandre, realizate din benzi umplute cu împunsături simultane (zahnstampelung). Pe teșitura exterioară a buzei s-au imprimat împunsături simultane, dispuse oblic, iar pe cea interioară s-a realizat un registru alcătuit dintr-o succesiune de triunghiuri cu laturile inegale și arcuite, umplute tot cu împunsături simultane. | Muzeul Civilizației Dacice și Romane, Deva | Cimec    |